# Кирилихин, Яков Тимофеевич
Яков Тимофеевич Кирилихин (7 октября 1917, Злыднево, Воронежская губерния — 28 июля 2009, с. Веселое, Белгородская область) — председатель колхоза имени Ильича Красногвардейского района Белгородской области.

## Биография
Родился 7 октября 1917 года в селе Злыднево Бирюченского уезда Воронежской губернии (ныне — село Калиново Красногвардейского района Белгородской области) в крестьянской семье. Семья была многодетная, и Яков с 10 лет уже познал всю тяжесть труда на земле. В 1934 году окончил курсы трактористов и затем четыре года трудился трактористом-комбайнером в Будённовской МТС.
Осенью 1938 был призван в Красную Армию. Участник Великой Отечественной войны с лета 1942 года. Воевал в пехоте, на Донском, Сталинградском, 3-м Украинском и 1-м Белорусском фронтах. Войну капитан Кирилихин закончил в Берлине командиром стрелкового батальона. В 1947 году был уволен в запас.
Вернулся домой. По решению райкома партии как офицер-фронтовик и коммунист был направлен на хозяйственную работу. Работал председателем Валуйского сельского совета, затем был инструктором Будённовского райисполкома, председателем колхоза «Новый путь». В 1954 году окончил трёхгодичные курсы в Воронежской сельскохозяйственной школе руководящих кадров.
В том же 1954 году был избран председателем колхоза имени Куйбышева Веселовского сельского совета Буденовского района, уже в составе только что образованной Белгородской области. Затем последовало массовое укрупнение колхозов, и после объединения хозяйства Веселовского, Краснянского и Раздоренского сельских советов был образован колхоз имени Ильича. Председатель Кирилихин более 32 лет бессменно возглавлял крупнейшее в Красногвардейском районе хозяйство. Проявил себя талантливым организатором, из года в год росли экономические показатели хозяйства, доходы колхозников.
Председатель уделял большое внимание внедрению новых технологий в каждой из многочисленных отраслей хозяйства. С первых дней потребовалось повсеместно в корне менять структуру управления. Из 18 небольших и слабых хозяйств были созданы пять комплексных бригад, во главе которых стали опытные руководители. Эти подразделения, включившие в свой состав тракторные отряды и животноводческие фермы, были переведены на самостоятельный хозрасчёт.
Выполняя распоряжение обкома о специализации колхоза на животноводстве, а конкретно — свиноводстве, было принято решение о строительстве свиноводческого комплекса мощностью три тысячи тонн свинины в год. Для этого колхозу дополнительно требовалось пять-шесть тысяч гектаров земли, чтобы обеспечить поголовье скота кормами собственного производства. Этот вопрос решили, присоединив колхоз «Заветы Ильича» Новохуторного сельского совета.
Благодаря грамотному руководству программа специализации хозяйства была выполнена досрочно. Поголовье свиней насчитывало свыше 3500 голов, продажа мяса государству превысила 4000 тонн, или 134 % к запланированному. За высокие производственные показатели колхоз имени Ильича был награждён орденом Трудового Красного Знамени.
В колхозе была выработана программа повышения плодородия почв. Чтобы предотвратить ветровую и водную эрозию земель, были посажены десятки приовражных лесополос, везде на склонах и улицах сёл посажено 1800 гектаров леса, построено 18 прудов, что позволило улучшить плодородие полей, микроклимат и культуру села.
Указом Президиума Верховного совета СССР от 23 декабря 1976 года «за выдающиеся успехи, достигнутые во Всесоюзном социалистическом соревновании, проявленную трудовую доблесть в выполнении планов и социалистических обязательств по увеличению производства и продажи государству зерна и других сельскохозяйственных продуктов в 1976 году» Кирилихину Якову Тимофеевичу присвоено звание Героя Социалистического Труда присвоено в с вручением ордена Ленина и золотой медали «Серп и Молот».
Наряду с большим строительством производственных объектов возводились школы, детские сады, больница, дома культуры, магазины; проводились электрификация, радиофикация, телефонизация, газификация и благоустройство сёл и производственных объектов. Руководил колхозом до 1986 года.
Жил в селе Веселое Красногвардейского района Белгородской области. Скончался 28 июля 2009 года.
Почётный гражданин Белгородской области.
Награждён двумя орденами Ленина, орденами Октябрьской революции, Отечественной войны 2-й степени, двумя орденами Трудового Красного Знамени, орденом Красной Звезды, медалями.

## Память
В селе Веселое установлен бюст Героя, его имя присвоено местной школе.